# Marcelline Collard
 (mai 2019).
Marcelline Collard est une actrice française, née à Paris le 7 novembre 1951.

## Biographie
Élevée dans une famille de musiciens, Marcelline Collard est la fille du pianiste André Collard et la sœur de la pianiste Catherine Collard.
Elle a une demi-sœur, Marie-José COLLARD-BREDILLOT, née du premier mariage de son pere avec Hélène RICHERT.
Elle choisira très jeune la danse classique, en intégrant le Conservatoire national supérieur de musique, où elle aura comme professeur Solange Schwarz. La pratique de cet art lui permettra de participer aux trois feuilletons télévisés décrivant l’univers de la danse, écrits et réalisés par Odette Joyeux et Philippe Agostini : L’âge Heureux, Le trésor des Hollandais et surtout L'Âge en fleur, dont elle sera l’héroïne.
Marcelline Collard se consacrera ensuite et uniquement au théâtre, en intégrant le Conservatoire national supérieur d'art dramatique (promotion 1975), où elle aura comme professeurs Robert Manuel et Jean-Laurent Cochet.
Elle sera pensionnaire de la Comedie-Francaise, entre 1977 et 1987.
Elle se produira ensuite dans plusieurs théâtres à Paris, festivals et tournées.

## Théâtre
- 1972 : Les Branquignols de Robert Dhéry et Colette Brosset. Mise en scène de Robert Dhéry, Colette Brosset (Théâtre La Bruyère)
- 1972 : Cyrano de Bergerac d’Edmond Rostand. Mise en scène de Paul-Emile Deiber (Festival Sarlat et autres)
- 1974 : Le Bourgeois gentilhomme de Molière. Mise en scène de Marcel Tristani (Festival Sarlat et autres) Rôle de Lucile
- 1974 : Les portes claquent de Michel Fermaud. Mise en scène de Michel Roux (Théâtre Daunou). Rôle de Pinky
- 1974 : Ondine de Jean Giraudoux. Mise en scène de Raymond Rouleau (Comédie-Française)
- 1975 : Le Jeu de l'amour et du hasard de Marivaux. Mise en scène de Marcel Tristani (Festival Sarlat et autres). Rôle de Lisette
- 1975 : L'Autre Valse de Françoise Dorin. Mise en scène de Michel Roux (Théâtre des Variétés)
- 1977 : Le Cours Peyol d'Étienne Rebaudengo. Mise en scène de Daniel Gélin (Théâtre de l’œuvre)
- 1977 : Les Fausses Confidences de Marivaux. Mise en scène de Michel Etcheverry (Comédie-Française) Rôle de Marton
- 1977 : Le Misanthrope de Molière. Mise en scène de Pierre Dux (Comédie-Française) Rôle d’Eliante
- 1978 : Un caprice d’Alfred de Musset. Mise en scène de Michel Etcheverry (Comédie-Française). Rôle de Mathilde
- 1978 : Le Barbier de Séville de Beaumarchais. Mise en scène de Michel Etcheverry (Comédie-Française). Rôle de Rosine
- 1979 : Ruy Blas de Victor Hugo. Mise en scène de Jacques Destoop (Comédie-Française). Rôle de Casilda
- 1979 : L'Œuf de Félicien Marceau. Mise en scène de Jacques Rosny (Comédie-Française)
- 1979 : Le Malade imaginaire de Molière. Mise en scène de Jean-Laurent Cochet (Comédie-Française). Rôle de Angélique
- 1980 : Le Bourgeois gentilhomme de Molière. Mise en scène de Jean-Laurent Cochet (Comédie-Française). Rôle de Lucile
- 1980 : Simul et Singulis, Tricentenaire de la Comédie-Française. Soirée littéraire.
- 1980 : Les Plaisirs de l'île enchantée de Molière. Mise en scène de Maurice Béjart (Comédie-Française)
- 1981 : Le Cantique des cantiques de Jean Giraudoux. Mise en scène de Simon Eine (Comédie-Française).
- 1982 : Le Voyage de monsieur Perrichon d’Eugène Labiche. Mise en scène de Jean Le Poulain (Comédie-Française). Rôle d’Henriette
- 1982 : La Dame de chez Maxim de Georges Feydeau. Mise en scène de Jean-Paul Roussillon (Comédie-Française).Rôle de Clémentine
- 1983 : La Colonie de Marivaux. Mise en scène de Jean-Pierre Miquel (Comédie-Française). Rôle de Lina
- 1984 : La Mort de Sénèque de Tristan Lhermite. Mise en scène de Jean-Marie Villégier (Comédie-Française). Rôle de Sabine Poppée
- 1984 : Cinna de Pierre Corneille. Mise en scène de Jean-Marie Villégier (Comédie-Française) Rôle d’Emilie
- 1985 : Spectacle Feydeau. Mise en scène de Stuart Seide (Comédie-Française)
- 1986 : Léocadia de Jean Anouilh. Mise en scène de Pierre Boutron (Tournée Herbert Karsenty). Rôle-titre
- 1987 : La Dame de Monsoreau d’Alexandre Dumas. Mise en scène de Dominique Liquière (Festival Sarlat, Sisteron, etc.). Rôle-titre
- 1987 : Secondatto d’Alberto Bruni Tedeschi. Mise en scène de Pierre Médecin (Acropolis Nice)
- 1987 : Mademoiselle Mars de Micheline Boudet. Mise en scène Jacques Toja (Théâtre du Palais Royal). Rôle-titre
- 1988 : La Reine morte de Henry de Montherlant. Mise en scène de Jean-Laurent Cochet (Festival Anjou, Ramatuelle, etc.). Rôle d’Inès de Castro
- 1988 : Le Malade imaginaire de Molière. Mise en scène de Pierre Boutron (Tournée Théâtre de l’Atelier). Rôle d’Angélique
- 1988 : Les Cahiers tango de Françoise Dorin. Mise en scène d’Andréas Voutsinás (Tournée Herbert Karsenty)
- 1989 : Le Mariage de Figaro de Beaumarchais. Mise en scène de Marcelle Tassencourt (Grand Trianon de Versailles et Festival Ramatuelle, Anjou, etc.). Rôle de Suzanne.
- 1989 : Tartuffe de Molière. Mise en scène de Michel Duchaussoy (Tournée). Rôle d’Elmire
- 1990 : Bisous, bisous de Marc Camoletti. Mise en scène de Marc Camoletti (Théâtre Michel)
- 1991 : La Facture de Françoise Dorin. Mise en scène de Raymond Gerôme (Théâtre des Bouffes Parisiens, tournée Herbert Karsenty, tournée Barret). Rôle d’Hélène Vanneau
- 1992 : Ministre de Julien Vartet. Mise en scène de Gérard Savoisien (Théâtre de la Potinière)
- 1993 : La Jalousie de Sacha Guitry. Mise en scène de Jean-Claude Brialy (Tournée Herbert Karsenty, tournée Barret). Rôle de Marthe Blondel
- 1995 : Le Contrat de Francis Veber. Mise en scène de Jean-Philippe Weiss (Tournée Spectacle 2000)
- 1996 : L'Hôtel du libre échange de Georges Feydeau. Mise en scène de Jean-Georges Tharaud (Tournée Spectacle 2000). Rôle de Marcelle Paillardin
- 1997 : La Dame au petit chien d'Anton Tchekhov. Mise en scène de Jean-Philippe Weiss (Théâtre 14). Rôle-titre
- 1997 : Tartuffe de Molière. Mise en scène de Roger Hanin (Tournée festival Cled Production). Rôle d’Elmire
- 1999 : Les Petites Femmes de Maupassant de Roger Défossez. Mise en scène de Michel Fagadau (Studio des Champs Elysées - Roger Defossez). Rôle de Céleste
- 2000 : Le Dindon de Georges Feydeau. Mise en scène de Francis Perrin (Théâtre des Bouffes Parisiens – Tournée Théâtre Actuel 2001, 2002, 2003). Rôle de Lucienne
- 2004 : Jésus la caille de Francis Carco. Mise en scène de Jacques Darcy (Espace Cardin). Rôle de Berta
- 2005 : Nietzsche, Wagner et autres cruautés de Gilles Tourman. Mise en scène de Marc Lesage (Avant-Seine à Colombes)
- 2005 : La Taupe de Robert Lamoureux. Mise en scène de Francis Joffo (Tournée Nouvelle Scène)
- 2006 : Les Hauts Plateaux de Patrick Tudoret. Mise en scène de Jean-Paul Bazziconi (Théâtre Rive Gauche). Rôle de l’attachée de presse
- 2006 : N'écoutez pas, mesdames ! de Sacha Guitry. Mise en scène de Patrice Kerbrat (Tournée Nouvelle Scène). Rôle de Valentine
- 2007 : Pieds nus dans le parc de Neil Simon. Mise en scène de Steve Suissa (Tournée Sic) Rôle de la mère
- 2008 : Nietzsche, Wagner et autres cruautés de Gilles Tourman. Mise en scène de Marc Lesage (Vingtième Théâtre – 2 mai 2008 au 22 juin 2008). Rôle d’Elisabeth Nietzsche
- 2009 : Aux deux colombes de Sacha Guitry. Mise en scène de Jean-Laurent Cochet (2008 et 2009 Tournée Nouvelle Scène). Rôle de Marie-Jeanne Walter
- 2017 : Un certain Charles Spencer Chaplin de Daniel Colas. Mise en scène de Daniel Colas (Atelier Théâtre Actuel). Rôle de Hannah Chaplin

## Filmographie

### Télévision
- 1966 : L'Âge heureux (série TV) de Philippe Agostini
- 1967 : La Bonne Peinture (série TV) de Philippe Agostini
- 1969 : Le Trésor des Hollandais (feuilleton TV) de Philippe Agostini
- 1971 : Sur mon beau navire (TV Au théâtre ce soir) de Jean Sarment. Mise en scène / réalisation : Jean-Laurent Cochet, Pierre Sabbagh
- 1975 : L'Âge en fleur (Feuilleton TV) de Philippe Agostini
- 1976 : Le Comédien (TV Théâtre) de Jeannette Hubert d’après Sacha Guitry, Mise en scène de Michel Roux
- 1977 : Bonne chance Denis (TV Au théâtre ce soir) de Michel Duran. Mise en scène / réalisation : Claude Nicot, Pierre Sabbagh
- 1979 : Le Fourbe de Séville (TV Théâtre) d’Edouard Logereau, Tirso de Molina. Mise en scène de Jacques Rosny.
- 1980 : Les Plaisirs de l’île enchantée (TV Théâtre) de Maurice Béjart, Dirk Sanders d’après Molière
- 1980 : L'Œuf (TV) d’Yves-André Hubert d’après Félicien Marceau
- 1980 : Sylvaine (TV Les Héritiers n°13) de Roger Pigaut
- 1980 : Une rose au petit déjeuner (TV Au théâtre ce soir) de Pierre Barillet et Jean-Pierre Grédy. Mise en scène / réalisation : René Clermont, Pierre Sabbagh
- 1980 : Le Bourgeois gentilhomme (TV Théâtre) de Pierre Badel, d'après Molière
- 1982 : Le Voyage de Monsieur Perrichon (TV Théâtre) de Pierre Badel d’après Eugène Labiche
- 1998 : Cap des Pins (The Tide of Life) (TV Feuilleton) d’Emmanuel Fonlladosa, Bernard Dumont, Emmanuelle Dubergey.
- 1999 : Suicide de flic, Double Identité (TV Navarro n°65 – TF1) de Patrick Jamain avec Roger Hanin
- 2000 : Jusqu’au bout de la vie, Jusqu’au bout de la nuit (TV Navarro n°72 – TF1) de Patrick Jamain
- 2001 : Cœur solitaire (TV Le juge est une femme – F. Larrieu n°15 – TF1) de Pierre Boutron
- 2004 : Le Môme (TV Commissaire Valence n°5 – TF1) de Patrick Grandperret

### Cinéma
- 1975 : Lejonet och jungfrun de Lars-Magnus Lindgren
- 1989 : Le Retour des mousquetaires (The Return of the Musketeers) de Richard Lester
- 1999 : Pudeur oblige (court métrage) de Julie Lipinski
- 2002 : Irène d’Ivan Calbérac